# Cangola
Cangola (gelegentlich auch Kangola) ist eine Kleinstadt und ein Landkreis in Angola, im Südwesten Afrikas. Der Kreis wird auch Alto Cauale genannt.

## Geschichte
Cangola gehörte zu den Schauplätzen der ersten Überfälle der Unabhängigkeitsbewegung UPA (União das Populações de Angola, ab 1962 FNLA), mit denen im Frühjahr 1961 der Portugiesische Kolonialkrieg (1961–1975) in Angola begann.

## Verwaltung
Cangola ist Sitz eines gleichnamigen Landkreises (Município) in der Provinz Uíge. Der Kreis trug den Namen Alto Cauale, wird heute aber meist nach seiner Hauptstadt Cangola benannt. Im Kreis leben etwa 75.000 Einwohner (Schätzung 2013). Die Volkszählung 2014 soll fortan genaue Bevölkerungsdaten liefern.
Drei Gemeinden (Comunas) liegen im Kreis:
- Bengo
- Cangola
- Kaiongo

## Söhne und Töchter der Stadt
- Almeida Kanda (* 1959), Bischof von N’dalatando